# 門脇家住宅

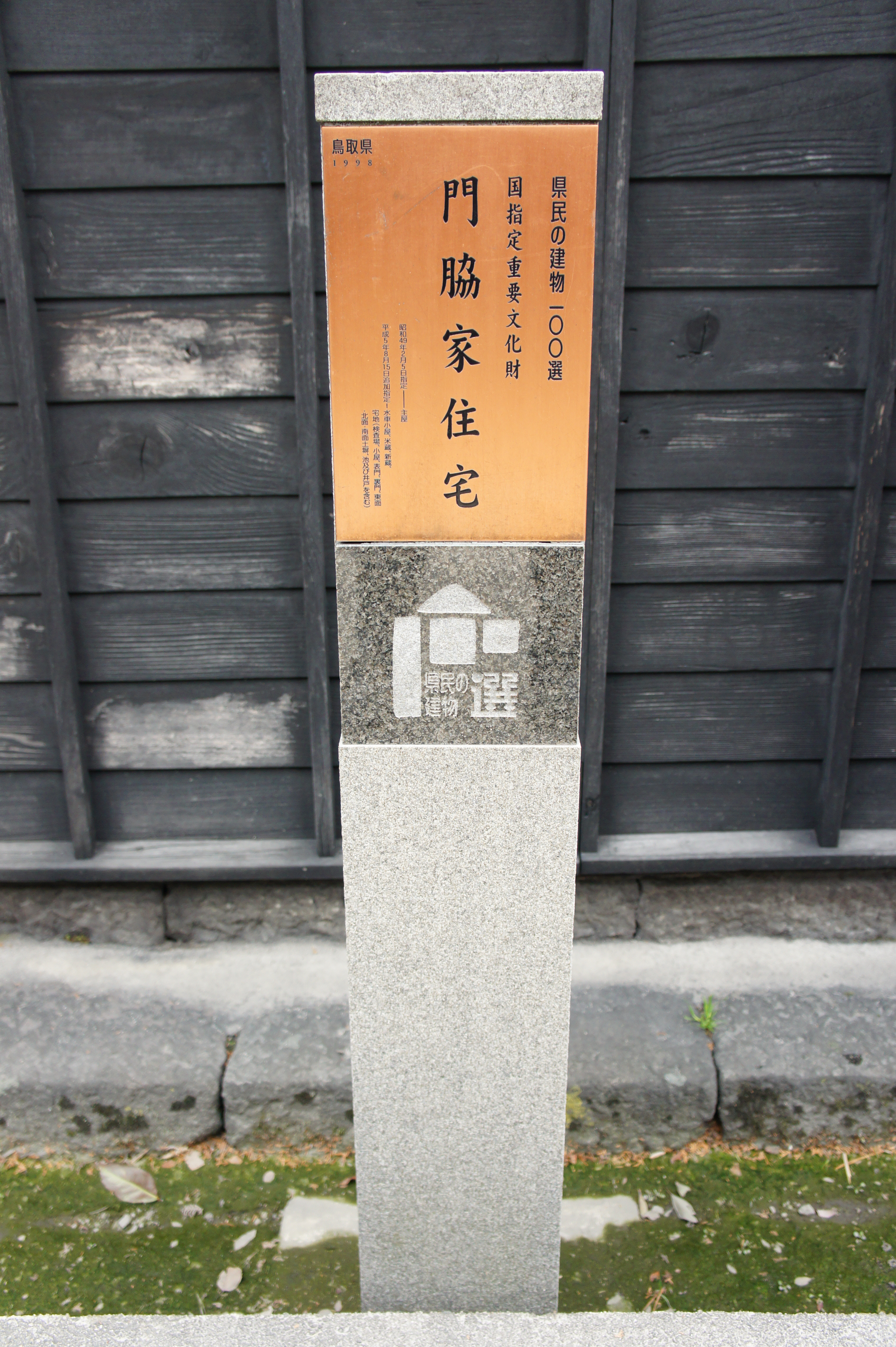
重要文化財・県民の建物100選の石碑

門脇家住宅（かどわきけじゅうたく）は鳥取県西伯郡大山町にある歴史的建造物。国の重要文化財。

## 概要
伯耆国汗入郡所子村（現鳥取県西伯郡大山町）の大庄屋・門脇家の屋敷として建てられた旧家。
明和6年（1769年）に三代目、門脇本右衛門により建てられたもので、改造も少なく、保存状態も極めて良い状態で現存している。
伯耆国特有の寄棟造で建てられており、主屋の他茶室や庭園などを持つ。
主屋は昭和49年（1974年）に国の重要文化財に指定され、付属建物3棟と宅地は平成5年（1993年）に追加指定された。平成8年（1996年）には鳥取県の県民の建物100選に選定された。

## 文化財指定
以下の建造物4棟と土地が重要文化財に指定されている。
- 主屋：明和6年（1769年）
- 水車小屋：19世紀後半建立
- 米蔵：明治35年（1902年）建立
- 新蔵：大正3年（1914年）建立
- 土地：宅地3,381.80平方メートル（検査場、小屋、表門、裏門、東・北・南面土塀、池、井戸を含む）[1]。

以下は附（つけたり）指定物件
- 湯殿・雪隠
- 茶室
- 普請文書 3冊
- 家相図 1枚

## 交通アクセス
車
- 山陰道大山ICを海側へ、大山中学校前交差点を右折約5分

鉄道
- JR西日本山陰本線 大山口駅から徒歩約10分